# Danzigs voetbalkampioenschap 1924/25
In 1924/25 werd het dertiende Danzigs voetbalkampioenschap gespeeld, dat georganiseerd werd door de Baltische voetbalbond. 
SV 1919 Neufahrwasser werd kampioen en plaatste zich voor de Baltische eindronde. De club eindigde op een gedeelde tweede plaats achter VfB Königsberg. Omdat vanaf nu ook de vicekampioen naar de nationale eindronde mocht werd er nog een barragewedstrijd gespeeld tegen Stettiner FC Titania die echter verloren werd. 
TuSV Zoppot nam de naam SV Zoppot aan. 

## Eindstand
Zoppoter SV was de zelfstandig geworden voetbalafdeling van TuSV Zoppot.
| Plaats | Club                     | Wed. | W | G | V  | Saldo | Ptn. |
| ------ | ------------------------ | ---- | - | - | -- | ----- | ---- |
| 1.     | SV Neufahrwasser 1919    | 12   | 9 | 2 | 1  | 56:16 | 20   |
| 2.     | TuFC Preußen 1909 Danzig | 12   | 9 | 0 | 3  | 23:16 | 18   |
| 3.     | SV Schutzpolizei Danzig  | 12   | 6 | 1 | 5  | 31:26 | 13   |
| 4.     | Danziger SC 1912         | 12   | 6 | 1 | 5  | 32:28 | 13   |
| 5.     | VfL Danzig               | 12   | 5 | 2 | 5  | 37:24 | 12   |
| 6.     | SV Ostmark Danzig        | 12   | 3 | 2 | 7  | 15:29 | 8    |
| 7.     | Zoppoter SV              | 12   | 0 | 0 | 12 | 13:68 | 0    |

|  | Kampioen   |
|  | Degradatie |